# کاظم‌آباد (نورآباد)
کاظم‌آباد یک روستا در ایران است که در دهستان نورآباد (دلفان) واقع شده‌است. کاظم‌آباد ۶۷۶ نفر جمعیت دارد.